# August Kempeneers
August Kempeneers (1812 - Klein-Vorsen, 10 juli 1889) was priester en historicus.
Kempeneers was een tijdlang aan het Grootseminarie te Luik verbonden. Daarna vestigde hij zich te Klein-Vorsen. Hier bestudeerde hij de rest van zijn leven de archeologie en geschiedenis van Montenaken en de omgeving ervan.
Aan de Groenplaats in Montenaken bevindt zich een monument te zijner ere. Ook zijn geboortehuis bevindt zich in Montenaken, waar verder een straat naar hem vernoemd is.

## Werken
Tot zijn belangrijkste werken behoren:
- Carmina dicata eximio viro, ex Montenaken, dioecesis leodiensis presbytero : quum die II mensis augusti MDCCCXLI sacrorum canonum doctor in alma academia catholica lovaniensi solemni ritu renuntiaretur, 1841
- Somme politique du journal historique et littéraire de Liège: observations pacifiques, 1858
- De oude vrijheid Montenaken, of historisch en werkelijk afbeeldsel eener vrije gemeente in Haspengouw, vooral sedert de XVIe eeuw tot het einde der XVIIIe, zoo in 't geestelijke als in 't wereldlijk opzigt, hetgeen in 1861 te Leuven verscheen.
- De l'orientation symbolique des églises chrétiennes, 1870
- L'ancienne franchise et l'illustre famille des vicomtes de Montenaken (1861-1862, in acht edities)
- Le type des églises bâties par et depuis l'Empereur Constantin, ou Analogies des anciennes basiliques chrétiennes avec le temple de Salomon et leurs différences avec les basiliques profanes, uit 1881
- Le type des eglises baties par et depuis l 'empereur constantin uitgegeven in 1912

- Gemeinsame Normdatei: 1053519788
- Nederlandse Thesaurus van Auteursnamen: 072231491
- Système universitaire de documentation: 18392696X
- Virtual International Authority File: 281326219
- WorldCat: E39PBJht3xPPk3p4F3Q8crfpfq